# کوراچائو د ماریا
کوراچائو د ماریا (به پرتغالی: Coração de Maria) یک شهرداری در برزیل است که در باهیا واقع شده‌است. کوراچائو د ماریا ۲۲٬۴۹۵ نفر جمعیت دارد.